# Goble
Goble az Amerikai Egyesült Államok északnyugati részén, Oregon állam Columbia megyéjében elhelyezkedő önkormányzat nélküli település.

## Története
A település vélhetően Lewis és Clark expedíciójának egy megállója volt.
Daniel B. Goble 1853-ban a névadás jogáért egy Goble nevű pulykával párbajozott. A vasúti híd megépültéig Goble volt a kalamai komp oregoni állomása. A posta 1894 és 1960 között működött. A térség története során a legalább három itt elhelyezkedő településeket a következőképp hívták: Hunters, Reuben, Goble, Mooreville, Red Town, Enterprise (más néven Enterprise Landing) és vélhetően Beaver Homes.
A Northern Pacific Railroad 1870-ben Kamalát választotta a csendes-óceáni szárnyvonal végállomásának. 1879-ben a Columbia folyó oregoni partján Enterprise Landing néven építőtábor működött. 1890-ben a mai Goblétől másfél kilométerre délre postát alapítottak; mivel az Enterprise név foglalt volt, a település a Reuben elnevezést (az első hivatalvezető fivére, Reuben R. Foster nevét) vette fel. A hajójáratokhoz csatlakozó Tacoma–Kamala viszonylat 1874. január 5-én nyílt meg. A Northern Pacific Railway a Superior-tó és a Puget Sound régió között transzkontinentális vasútvonal és telegráfhálózat kiépítésébe kezdett. 1877-ben John Mitchell szenátor kezdeményezte, hogy a kamalai szárnyvonal megépítésének hiányában az NP mondjon le 28 ezer négyzetkilométernyi terület tulajdonjogáról; a törvénymódosításra nem került sor. Az 1883. szeptember 5-én Montanából indult Last Spike különvonat a Portland–Hunters vonalon közlekedve szeptember 13-án érkezett meg Tacomába. A vasúti komp egy évvel később állt forgalomba.
A mai Goblétől három kilométerre fekvő Hunters postahivatala 1888. május 29-én nyílt meg. A vasúti kompot a goblei járat beindításával megszüntették. A huntersi posta küldeményeit 1893 októberében Reubenbe irányították át, Goblét pedig 1891-ben alapították.

## Komp
A Portland és a washingtoni Vancouver közötti vasúti híd megépültéig a Columbia folyón való átkelést a Northern Pacific Railroad által épített komp biztosította. Az 1880-as években a cég megvásárolta a világ második legnagyobb kompját, majd a Horn-fokot megkerülve 57 159 darabban úsztatták Portlandig. A The Tacoma névre keresztelt jármű 188-től 1908-ig szállította a vonatokat a folyó két partja között.

## Gazdaság

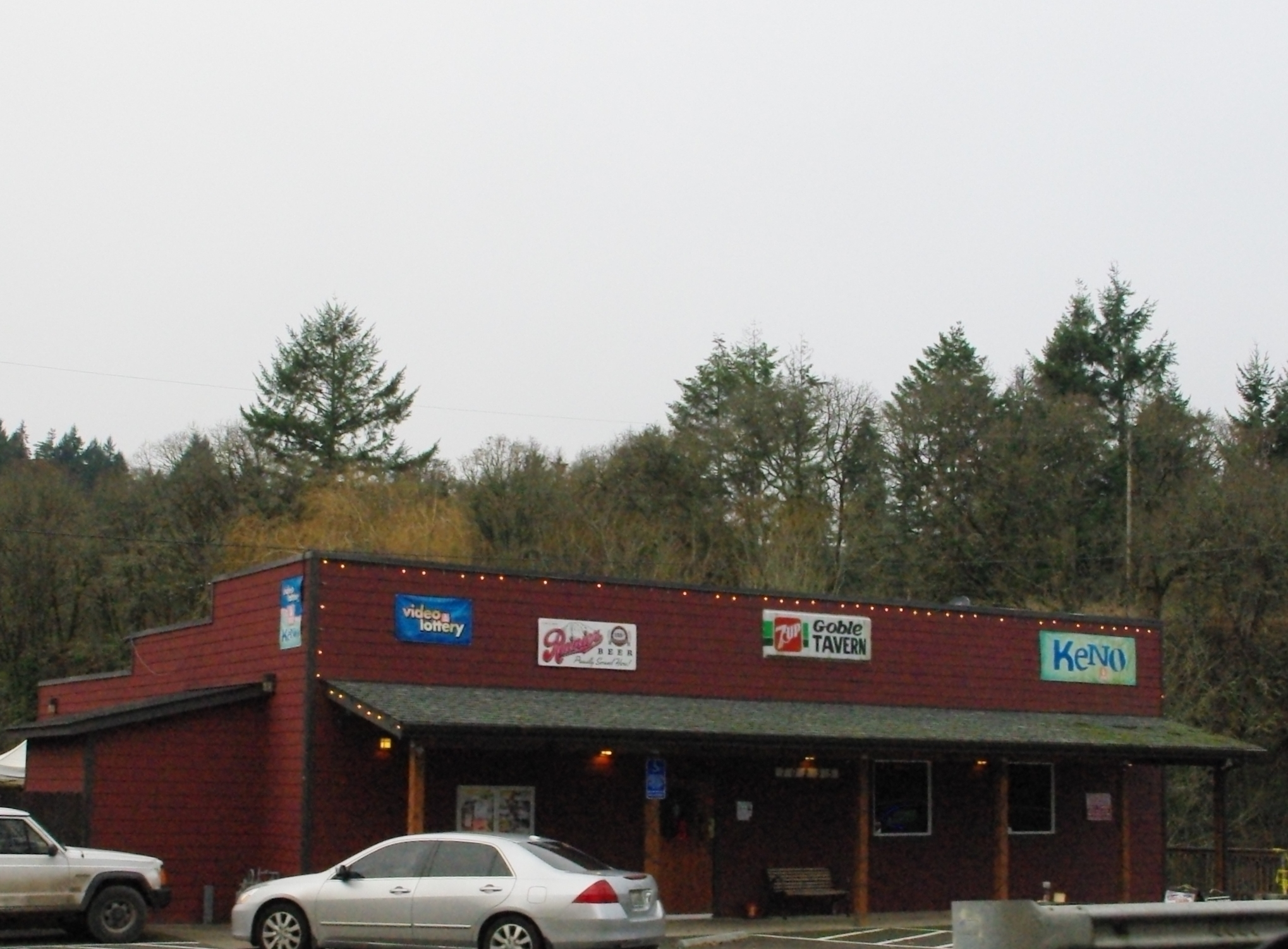
Fogadó

Az 1890-es években gyors fejlődésnek induló település húzóágazata a faipar volt; a Columbia folyó gőzhajóit itt töltötték fel tüzelőanyaggal. Seattle irányába napi hat vonat is megállt.
Ma legjelentősebb kereskedelmi létesítménye a fogadó.

## Látnivalók
A goblei barlangrendszerben számos ritka kristály található; két zeolitfélét is itt fedeztek fel.
A közeli Szarvas-sziget 1905-ben és 1906-ban Lewis és Clark expedíciójának megállója volt.

## Fordítás
- Ez a szócikk részben vagy egészben  a   Goble, Oregon című angol Wikipédia-szócikk ezen változatának fordításán alapul.  Az eredeti cikk szerkesztőit annak laptörténete sorolja fel. Ez a jelzés csupán a megfogalmazás eredetét és a szerzői jogokat jelzi, nem szolgál a cikkben szereplő információk forrásmegjelöléseként.